# 道の駅近つ飛鳥の里太子
道の駅近つ飛鳥の里・太子（みちのえき ちかつあすかのさとたいし）は、大阪府南河内郡太子町大字山田にある国道166号の道の駅である。

## 概要
国道166号竹内峠の大阪側に位置しており、大阪で2番目にできた道の駅であり、トイレや無料休憩スペース、道路や観光の情報コーナーがあるほか、売店では太子町産の農産物などが販売されている。
近隣には太子町立竹内街道歴史資料館があり日本最古の官道といわれる竹内街道と隣接する。

## 施設
- 駐車場
  - 普通車：27台
  - 大型車：2台
  - 身障者用駐車場：2台
- 駐輪場
  - サイクルラック：4基
- トイレ
  - 男：大・小7
  - 女：5
  - 身障者用：1
- 休憩所（9:00 - 17:00）
- 情報コーナー（9:00 - 17:00）
  - 地域PRコーナー
  - 地場産品案内所
- 喫茶コーナー（9:00 - 17:00、年末年始休み）
- 朝市コーナー（午前中、年末年始休み）

### 管理団体
- 設置者：太子町
- 運営者：太子町観光・まちづくり協会[4]

## アクセス
- 国道166号 - 登録路線
  - 大阪府道32号美原太子線
  - 大阪府道33号富田林太子線
- 南河内フルーツロード - 広域農道

## 周辺
- 竹内街道
- 太子町立竹内街道歴史資料館 - 徒歩200mの位置にある郷土資料館
- 飛鳥川
- 聖徳太子御廟 叡福寺
- 大阪府立近つ飛鳥風土記の丘
- 大阪府立近つ飛鳥博物館
- 二上山
- 二上山万葉の森